# Doom Troopers: The Mutant Chronicles
Doom Troopers: The Mutant Chronicles est un jeu vidéo d'action sorti en 1995 sur Mega Drive et Super Nintendo. Le jeu a été développé par Adrenaline Entertainment et Western Technologies puis édité par Playmates Interactive.
Le jeu est situé dans l'univers de Mutant Chronicles.

## Système de jeu
Dans Doom Troopers, le joueur incarne au choix Mitch Hunter ou Max Steiner, et doit traverser huit niveaux infestés de créatures des Légions Obscures.